# Шърми
Шърми (Shermy) е от ранните герои в поредицата карикатури Peanuts на Чарлс М. Шулц. Въпреки че казва единствената реплика в първата карикатура и е една от главните фигури в началните години, но е засенчен от новите герои, които са по-усъвършенствани, като Лайнъс и Луси например. Неговото премахване от поредицата е дори по-бързо, от колкото това на други герои- Пати и Вайълет. Още през късните години на 1950-те, неговите изобразявания стават забележимо по-редки. Главната физическа отличителна черта на Шърми е късата му тъмна коса, която обикновено е с подстрижка тип „канадска ливада“.
Шърми има само една реплика в диалог от 1965 в специалния телевизионен анимационен епизод A Charlie Brown Christmas. След като е избран за пастир в драматизацията на историята за Коледа, той се оплаква: „Всяка Коледа е същото- аз винаги съм пастира.“.
Шърми на практика изчезва от поредицата карикатури като основен герой през 1970. Веднъж е споменат през 1977 в карикатура, в която Чарли Браун и Луси дискутират играчите в техния бейзболен отбор.